# Per Deberitz

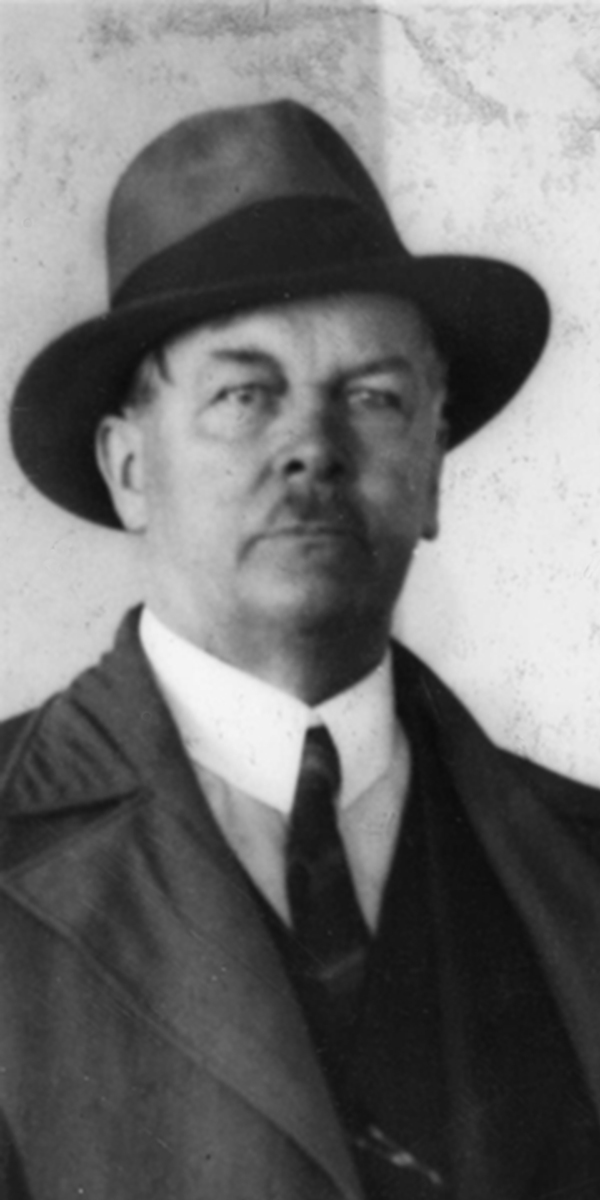
Per Deberitz, 1935.

Per Deberitz, född 27 mars 1880, död 14 oktober 1945, var en norsk konstnär.
Deberitz studerade bland annat för Kristian Zahrtmann i Köpenhamn och Henri Matisse i Paris och uppträdde 1910-30 främst med landskap med motiv från Norges sydkust - i expressionistisk anda och kraftig men harmonisk färggivning. På 1920-talet var han en av de främsta norska konstnärerna inom modernt måleri.